# 緊急速報メール (イー・アクセス)
緊急速報メール（きんきゅうそくほうメール）とは、気象庁が配信する緊急地震速報や津波警報、地方公共団体が発信する災害・避難情報などを受信することができるソフトバンク・Y!mobileブランドのタイプ2および旧・イー・アクセスのLTE通信スマートフォン向けサービス。携帯電話の利用者は通信料、情報料ともに無料。2013年3月7日より、配信開始。
便宜上、ワイモバイルブランドの端末で、ymobile1.ne.jpドメインのキャリアメールが付与される端末(「電話サービス(タイプ2)」対応端末)についてもここで言及する。

## 概要
緊急地震速報を受信できるエリアは全国。津波警報（大津波、津波）の対象沿岸地域を含むエリアにいるときであれば、日本国内全域で受信可能。対象エリアにいる場合でも、警報音が鳴動せずに画面上の表示のみとなる場合がある。また、通信中ないしは電波が届かなかった場合の再受信は不可。

## 配信方式
- ETWS方式 - 配信に3 - 4秒。Earthquake and Tsunami Warning Systemの略称。EMOBILE LTEエリアで採用。

## 対応機種
2014年8月1日現在。対応機種以外では利用できない。
- GL07S
- 302HW

### 例外
EMOBILE 4G-S契約の端末（EM01F）およびその後継方式の端末（302KCなど）については、ソフトバンクモバイル網をベース(「電話サービス(タイプ1)」対応端末)として利用しているため、緊急速報メール (SoftBank)の内容に準じて提供される。